# Julian Schuster
Pour les articles homonymes, voir Schuster.
Julian Schuster est un footballeur allemand né le 15 avril 1985 à Bietigheim-Bissingen qui évoluait au poste de milieu défensif.

## Palmarès
- SC Fribourg
  - Champion de 2. Bundesliga en 2009 et 2016.